# Agonista adrenèrgic
Un agonista adrenèrgic és un fàrmac que estimula una resposta dels receptors adrenèrgics. Les cinc categories principals de receptors adrenèrgics són: α1, α2, β1, β2, i β3, tot i que hi ha més subtipus i els agonistes varien en especificitat entre aquests receptors i es poden classificar segons aquesta especificitat. Tot i això, també hi ha altres mecanismes d'agonisme adrenèrgic. L'adrenalina i la noradrenalina són endògens i d'ampli espectre. Els agonistes més selectius són més útils en la farmacologia.
Un agent  adrenèrgic és un medicament, o una altra substància, que té efectes similars, o iguals, a l'adrenalina. Així, és una mena de simpatomimètic. Alternativament, pot referir-se a alguna cosa susceptible d'adrenalina, o substàncies similars, com ara un receptor (concretament, els receptors adrenèrgics).